# Hornatær
Hornatær är ett berg i republiken Island. Det ligger i regionen Västfjordarna, 180 km norr om huvudstaden Reykjavík. Toppen på Hornatær är 703 meter över havet.
Trakten runt Hornatær är nära nog obefolkad, med mindre än två invånare per kvadratkilometer. Närmaste större samhälle är Bíldudalur, omkring 17 kilometer väster om Hornatær. Trakten runt Hornatær består i huvudsak av gräsmarker.